# Pedro Beda
Pedro Henrique Beda Nogueira (Aquidauana, 5 de março de 1989) é um futebolista brasileiro que atua como atacante. Atualmente, joga pelo Lealtad.

## Carreira

### Seduc
Formado nas divisões de base do SEDUC-Anastacio MS, Pedro Beda chamou a atenção do Olheiro do Flamengo.

### Flamengo
No Flamengo, esteve no time de base que ficou em 3º lugar no mundial de clubes, mas não teve chance no profissional.

### Heerenveen
Vendido pelo Flamengo ao empresário J. Hawilla por R$ 1,2 milhão, quando tinha apenas dezenove anos, Beda foi repassado ao Heerenveen, da Holanda.

### Emmen
Em 2009, foi emprestado ao Emmen, também holandês.

### Corinthians
Retornou ao Brasil em 2010 para defender o Corinthians.

### Bahia
Beda assinou contrato empréstimo ao Bahia em 2011. Chegou a ter algumas oportunidades na equipe baiana, mas não teve um bom desempenho. Acabou sendo rebaixado para uma equipe sub-23 do clube até o fim do seu contrato.

## Estatísticas
Até 10 de janeiro de 2016.

### Clubes
| Clube               | Temporada         | Campeonato nacional | Campeonato nacional | Campeonato nacional | Copa nacional[a] | Copa nacional[a] | Copa nacional[a] | Competições continentais[b] | Competições continentais[b] | Competições continentais[b] | Outros torneios[c] | Outros torneios[c] | Outros torneios[c] | Total | Total | Total   |
| Clube               | Temporada         | Jogos               | Gols                | Assist.             | Jogos            | Gols             | Assist.          | Jogos                       | Gols                        | Assist.                     | Jogos              | Gols               | Assist.            | Jogos | Gols  | Assist. |
| ------------------- | ----------------- | ------------------- | ------------------- | ------------------- | ---------------- | ---------------- | ---------------- | --------------------------- | --------------------------- | --------------------------- | ------------------ | ------------------ | ------------------ | ----- | ----- | ------- |
| Heerenveen          | 2008–09           | 1                   | 0                   | 0                   | —                | —                | —                | —                           | —                           | —                           | —                  | —                  | —                  | 1     | 0     | 0       |
| Heerenveen          | Total             | 1                   | 0                   | 0                   | 0                | 0                | 0                | 0                           | 0                           | 0                           | 0                  | 0                  | 0                  | 1     | 0     | 0       |
| Emmen               | 2009–10           | 17                  | 1                   | 0                   | 1                | 0                | 1                | —                           | —                           | —                           | —                  | —                  | —                  | 18    | 1     | 1       |
| Emmen               | Total             | 17                  | 1                   | 0                   | 1                | 0                | 1                | 0                           | 0                           | 0                           | 0                  | 0                  | 0                  | 18    | 1     | 1       |
| Bahia               | 2011              | 6                   | 0                   | 0                   | 1                | 0                | 0                | —                           | —                           | —                           | —                  | —                  | —                  | 7     | 0     | 0       |
| Bahia               | Total             | 6                   | 0                   | 0                   | 1                | 0                | 0                | 0                           | 0                           | 0                           | 0                  | 0                  | 0                  | 7     | 0     | 0       |
| Avenida             | 2012              | —                   | —                   | —                   | —                | —                | —                | —                           | —                           | —                           | 2                  | 0                  | 0                  | 2     | 0     | 0       |
| Avenida             | Total             | 0                   | 0                   | 0                   | 0                | 0                | 0                | 0                           | 0                           | 0                           | 2                  | 0                  | 0                  | 2     | 0     | 0       |
| Olympique Khouribga | 2013–14           | 3                   | 0                   | 0                   | —                | —                | —                | —                           | —                           | —                           | —                  | —                  | —                  | 3     | 0     | 1       |
| Olympique Khouribga | Total             | 3                   | 0                   | 0                   | 0                | 0                | 0                | 0                           | 0                           | 0                           | 0                  | 0                  | 0                  | 3     | 0     | 1       |
| Rudar Prijedor      | 2013–14           | 5                   | 0                   | 0                   | —                | —                | —                | —                           | —                           | —                           | —                  | —                  | —                  | 5     | 0     | 0       |
| Rudar Prijedor      | Total             | 5                   | 0                   | 0                   | 0                | 0                | 0                | 0                           | 0                           | 0                           | 0                  | 0                  | 0                  | 5     | 0     | 0       |
| Lucena              | 2014–15           | 15                  | 4                   | 0                   | —                | —                | —                | —                           | —                           | —                           | —                  | —                  | —                  | 15    | 4     | 0       |
| Lucena              | Total             | 15                  | 4                   | 0                   | 0                | 0                | 0                | 0                           | 0                           | 0                           | 0                  | 0                  | 0                  | 15    | 4     | 0       |
| Lealtad             | 2014–15           | 16                  | 2                   | 0                   | —                | —                | —                | —                           | —                           | —                           | —                  | —                  | —                  | 16    | 2     | 0       |
| Lealtad             | 2015–16           | 19                  | 6                   | 0                   | —                | —                | —                | —                           | —                           | —                           | —                  | —                  | —                  | 19    | 6     | 0       |
| Lealtad             | Total             | 35                  | 8                   | 0                   | 0                | 0                | 0                | 0                           | 0                           | 0                           | 0                  | 0                  | 0                  | 35    | 8     | 0       |
| Total na carreira   | Total na carreira | 82                  | 13                  | 1                   | 2                | 0                | 1                | 0                           | 0                           | 0                           | 2                  | 0                  | 0                  | 86    | 13    | 2       |

- a. ^ Jogos da Copa dos Países Baixos e Copa do Brasil
- b. ^ Jogos da Copa Sul-Americana
- c. ^ Jogos do Campeonato Gaúcho

## Títulos
Flamengo
- Campeonato Carioca: 2007
- Taça Guanabara: 2007
- Taça Rio: 2007 e 2008
- Torneio Otávio Pinto Guimarães: 2007
- Taça Belo Horizonte de Juniores: 2007

Heerenveen
- Copa da Holanda: 2009